# St.-Nicolai-Kirche (Krummendeich)

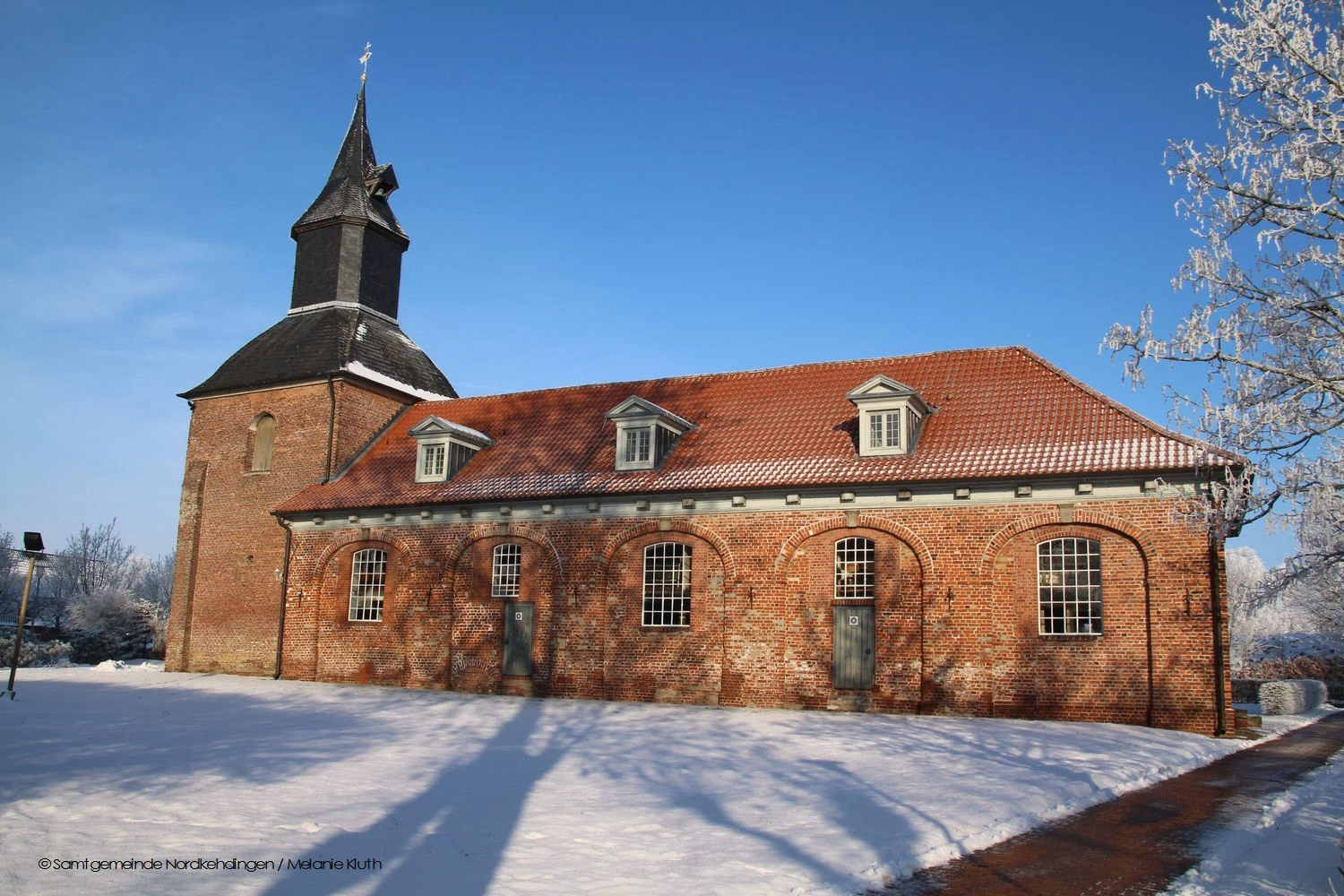
St.-Nicolai-Kirche

Die St.-Nicolai-Kirche in Krummendeich im Landkreis Stade in Niedersachsen ist eine evangelisch-lutherische barocke Saalkirche von 1709.

## Geschichte

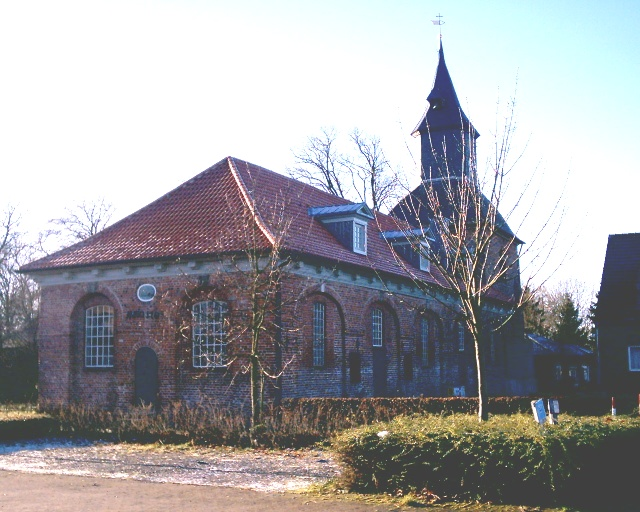
Ost-/Nordansicht

Baumeister Anton Dreßern aus Stade plante die 1709 gebaute barocke rechteckige einschiffige Saalkirche aus Backstein. Die Seitenwände werden durch je sechs breite Blendbögen gegliedert. Das Walmdach erhielt sechs neuere Dachgauben.
Der quadratische Westturm von 1759 wurde von Zimmermeister Heinrich Reese aus Brockdorf erstellt. Er hat einen achteckigen Spitzhelm mit einem Wetterhahn.

### Innen
Ein hölzernes Tonnengewölbe überspannt den Innenraum mit der umlaufenden Empore. Die mittige Kanzel im Osten hat einen polygonalen Korb mit den Statuetten von Christus und den vier Evangelisten. Die Schalldecke ziert eine bekrönte Salvatorfigur.
Eine Grabplatte mit Relief der Eheleute Claus von der Deken († 1588) stammt aus dem 16. Jahrhundert.

### Orgel
Die Orgel von Jens Steinhoff aus Schwörstadt wurde bis 2009 als Ersatz der Furtwänglerorgel aus Hannover von 1918 eingebaut. Die alte Orgel hatte 17 Register auf zwei Manualen und Pedal.
1973 baute die Firma Hillebrand aus Altwarmbüchen eine neue Orgel mit 10 Registern auf einem Manual mit Pedal hinter der Gehäusefront der Vorgängerorgel ein. Die neue Orgel wurde notwendig auf Grund vieler Schäden der Vorgängerorgel. Sie hat eine große Klaviatur und Schleifenteilungen, die trotz geringer Registerzahl eine große Klangvielfalt zulässt.
Disposition: (10 / I/Ped)
Manual: Principal 8’, Bordun 16’ B/D, Rohrflöte 8’ B/D, Octav 4’, Quint 3’ B/D, Octav 2’, Mixtur 3 fach 1 1/3’, Trompete 8’ B/D

Pedal: Subbass 16’ (ab c° Transm. aus Manual), Trompete 8’ (Transm. aus Manual)

Manualumfang: C – c″

Pedalumfang: C – f’
Schleifenteilung im Manual (B/D) bei c’/ cis’, Tremulant

Pedalkoppel: 1 Keilbalg

### Glocken
Der Turm birgt zwei Barockglocken, welche 1752 und 1759 von Johann Andreas Bieber in Hamburg gegossen wurden. Beide Glocken sind annähernd tongleich und stellen somit eine Besonderheit in der hiesigen Glockenlandschaft dar.

## Kirchengemeinde St. Nicolai
Die Kirchengemeinde hat Gemeindenachmittage und einen Posaunenchor. Sie verwaltet den ev. Friedhof.